# Choriptera semhahensis
Choriptera es un género monotípico de plantas fanerógamas perteneciente a la familia Amaranthaceae. Su única especie: Choriptera semhahensis, es originaria de Socotora. 

## Taxonomía
Choriptera semhahensis fue descrita por (Vierh.) Botsch. y publicado en Botaničeskij Žhurnal (Moscow & Leningrad) 52: 806. 1967.